# Andamia reyi
Andamia reyi es una especie de pez de la familia Blenniidae en el orden de los Perciformes.

## Morfología
• Los machos pueden llegar alcanzar los 10 cm de longitud total.

## Reproducción
Es ovíparo.

## Hábitat
Es un pez de mar y de clima tropicaly asociado a los  arrecifes de coral que vive entre 0-3 m de profundidad.

## Distribución geográfica
Se encuentra en la Isla de Navidad, las Islas Andamán, las Filipinas y Taiwán.